# Integrating the Healthcare Enterprise
Integrating the Healthcare Enterprise (IHE) ist eine Initiative von Anwendern und Herstellern. Sie hat das Ziel, den Datenaustausch zwischen unterschiedlichen klinischen Informationssystemen und ansonsten nicht verbundenen Leistungserbringern im Gesundheitswesen zu standardisieren. Dabei steht Interoperabilität im Vordergrund. IHE formuliert dazu Anforderungen aus der Praxis in so genannten Use Cases, identifiziert relevante Standards und entwickelt technische Leitfäden, so genannte Profile, mit denen ein Hersteller sein Produkt umsetzen und testen kann. Beim internationalen „Connectathon“ testen die Hersteller ihre Systeme untereinander und bereiten sie auf den Praxiseinsatz vor.
In über 200 Produkten sind bereits ein oder mehrere IHE Profile umgesetzt worden. IHE wird unterstützt von der Deutschen Röntgengesellschaft, dem Bundesverband Gesundheits-IT (bvitg), dem Zentralverband Elektrotechnik- und Elektronikindustrie (ZVEI), der Healthcare Information and Management Systems Society (HIMSS), American College of Cardiology (ACC) und vielen weiteren Organisationen.

## Organisation
IHE ist international organisiert, wobei IHE Europe als Dach von 12 europäischen Landesorganisationen agiert. Innerhalb von IHE Europe sind die Komitees
1. Steering Committee
2. Development Committee
3. MarCom (für Marketing und Kommunikation)

etabliert. In Deutschland wurde der IHE Deutschland e. V. gegründet, dessen Organisation sich an ausgewählten IHE-Domänen ausrichtet, sodass es neben dem Vorstand und der Geschäftsführung Ansprechpartner für die Bereiche IT-I, Labor, Kardiologie, PCC und Radiologie gibt.

## Arbeitsergebnisse und Vorgehensweise
IHE veröffentlicht technische Rahmenwerke (Technical Frameworks) als Leitlinien für die Umsetzung in den Unternehmen. Ein Framework wird in verschiedenen Arbeitsgruppen erstellt und die Ergebnisse als Profile zur Kommentierung und Diskussion veröffentlicht. Anschließend werden Beispielimplementierungen getestet (Trial Implementation). Die daraus gewonnenen Erfahrungen fließen wieder in das Framework ein. Bestehende Standards, vor allem die verbreiteten HL7 und DICOM werden beibehalten und erweitert.
Folgende technische Rahmenwerke existieren:
1. Anatomic Pathology (für den Bereich Pathologie)
2. Cardiology (Kardiologie)
3. Dental (Zahnheilkunde)
4. Eye Care (Augenheilkunde)
5. IT Infrastructure (Technische Infrastruktur)
6. Laboratory (Labormedizin)
7. Patient Care Coordination (Einrichtungsübergreifende Behandlungsketten)
8. Patient Care Devices (Kommunikation von Gerätedaten)
9. Pharmacy (Pharmazie inkl. Verschreibung von Arzneimitteln)
10. Quality, Research and Public Health (Qualitätssicherung, Forschung und öffentliches Gesundheit)
11. Radiation Oncology (Strahlentherapie)
12. Radiology (Radiologie)

Innerhalb eines technischen Rahmenwerkes wird in den Profilen der Arbeitsablauf aus der realen Welt beschrieben, z. B. die Patientenaufnahme, Untersuchungsanforderung, Untersuchung an einer Modalität, Speicherung, Verteilung und Beurteilung eines Röntgenbildes und Arzneimittelverabreichungen. Dabei werden die Kommunikationsabläufe zwischen verschiedenen Informationssystemen und Akteuren definiert.
Zu einem Profil gehören bestimmte Rollen oder Funktionen (Actors). Ein einzelnes Computersystem kann mehrere Rollen einnehmen, z. B. kann er Actor der Bildverteilung und Actor der Bildarchivierung sein. Zwischen den Actors werden Transaktionen definiert. Eine Transaktion kann zum Beispiel die Anforderung bestimmter Daten oder die Bekanntgabe eines Status sein. Es wird genau beschrieben, aus welchen Schritten und über welche Schnittstellen die Information transportiert werden soll. Dieselbe Transaktion kann in mehreren Profilen vorkommen, selbst in unterschiedlichen Frameworks. Zum Beispiel kommt die Transaktion „Patient Registration“ in nahezu allen Frameworks vor. Die Sammlung von Profilen umfasst Unterstützung für die Patientenidentifizierung, das Auffinden und Abrufen von Gesundheitsdokumenten, Anbieterverzeichnisse sowie den Schutz von Privatsphäre und Sicherheit.
Firmen können in Form von sogenannten Integration Statements die Konformität ihrer Produkte zu einem oder mehreren IHE-Profilen garantieren.

## Connectathon
Einmal pro Jahr veranstalten IHE-USA, IHE-Europe und IHE-Japan einen sogenannten Connectathon (auch Connect-a-thon geschrieben). Auf einem Connectathon haben Hersteller und Softwareentwickler die Möglichkeit, die von ihnen unterstützten IHE-Profile untereinander zu testen. Voraussetzung zur Teilnahme ist ein erfolgreicher Testlauf gegen eine Referenzsoftware (z. B. MESA-Tools), die von IHE zur Verfügung gestellt wird.